# Janji Manaon
Janji Manaon is een bestuurslaag in het regentschap Tapanuli Selatan van de provincie Noord-Sumatra, Indonesië. Janji Manaon telt 951 inwoners (volkstelling 2010).